# Tabanus chrysogaster
Tabanus chrysogaster är en tvåvingeart som beskrevs av Schuurmans Stekhoven 1926. Tabanus chrysogaster ingår i släktet Tabanus och familjen bromsar. Inga underarter finns listade i Catalogue of Life.